# Günter Haese

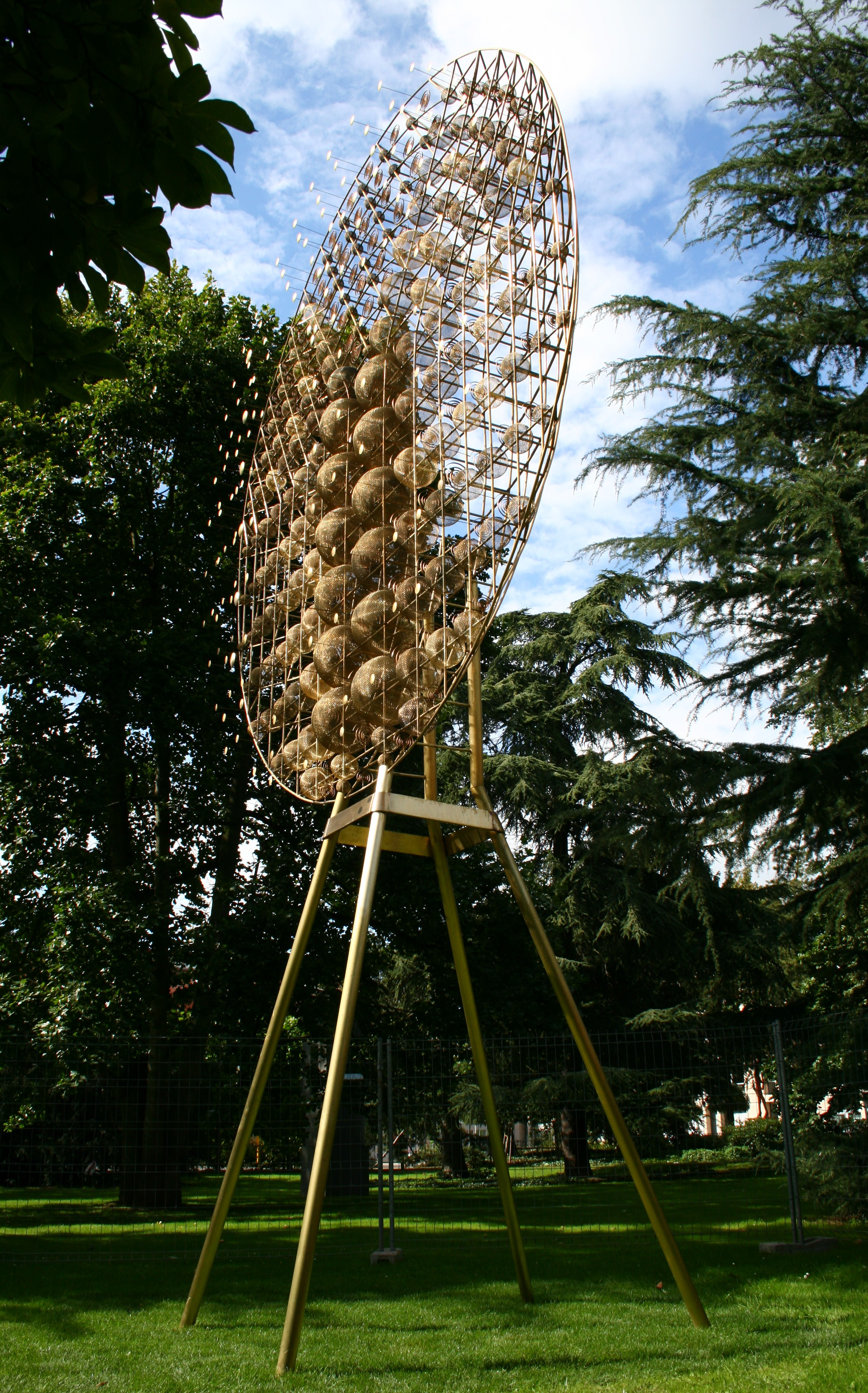
Optimus II (Skulpturensammlung Viersen)

Günter Haese (* 18. Februar 1924 in Kiel; † 30. November 2016 in der Nähe von Hannover) war ein deutscher Bildhauer mit dem Schwerpunkt Kinetische Kunst.

## Leben und Schaffen

### Ausbildung und Entwicklung
Nach seiner Kriegszeit fing Günter Haese 1945 als Autodidakt an zu zeichnen und zu malen. Er besuchte 1949 zunächst eine private Kunstschule in Plön und begann 1950 zusammen mit seiner Frau, der Malerin Ulla Haese (geb. Schwinge), ein Studium an der Kunstakademie Düsseldorf, wo er bei Bruno Goller und Ewald Mataré studierte. 1956 wurde er Meisterschüler in der Bildhauerklasse von Ewald Mataré, an dessen Arbeiten am Kölner Dom er beteiligt war. Ab 1958 war er als freischaffender Künstler in Düsseldorf tätig. 1962 entdeckte er Messingdraht und Bestandteile zerlegter Uhren wie Spiralfedern und Rädchen als Bauelemente für räumliche Objekte und erhielt 1964 seine erste Einzelausstellung dieser Metallobjekte im Ulmer Museum. Die Ulmer Ausstellung fand so großen Anklang, dass Haese noch im gleichen Jahr eine Einzelausstellung im Museum of Modern Art in New York erhielt. 1967 beteiligte er sich am Deutschen Pavillon der Weltausstellung in Montreal, der Expo 67. Haese wurde rasch bekannt und empfing viele prominente Besucher in seinem Düsseldorfer Atelier, z. B. Henry Moore (1965) und die niederländische Kronprinzessin Beatrix (spätere Königin der Niederlande) mit ihrem Mann Klaus von Amberg (1975). 2006 entschloss sich der Künstler zum ersten Mal eine Monumentalplastik zu bauen: Optimus II wurde 2007 fertiggestellt und in der Skulpturensammlung Viersen aufgestellt.

### Künstlerisches Schaffen und Bedeutung
Haeses Kunstobjekte sind kleine transparente Körper aus Messing und Phosphorbronze. Kugeln, Spiralen oder andere filigrane Teile sind in einem verlöteten Drahtgeflecht aufgereiht und bilden so kinetische Kunstwerke einzigartiger Körperlichkeit. Im Gegensatz zu Vertretern der ZERO-Gruppe wie Heinz Mack oder Günther Uecker verwendete Haese keinen elektrischen Strom für seine kinetischen Skulpturen. Schon ein leichter Luftzug genügt, ihre zarten Strukturen in Schwingungen zu versetzen. Die Malerin und Schriftstellerin Eri Krippner, die nach dem plötzlichen Tod seiner Frau Ulla 1973 seine Lebensgefährtin wurde, beschrieb die Arbeit und Philosophie Haeses 2005 in der Dokumentation mit dem für den Künstler programmatischen Titel „Kinetik ohne Steckdose“.
Günter Haese war Mitglied der Freien Akademie der Künste Hamburg. 1994 wurde er „in Anerkennung und in Würdigung seines in Jahrzehnten geschaffenen künstlerischen Lebenswerkes“ mit der Ehrenprofessur des Landes Schleswig-Holstein ausgezeichnet.
Günter Haese war Mitglied im Deutschen Künstlerbund. Der Nachlass des Künstlers wird von der Galerie Thomas, München verwaltet.

## Preise und Auszeichnungen
- 1966: Preis der David E. Bright-Foundation auf der Biennale Venedig
- 1967: Cornelius-Preis, Düsseldorf
- 1967: Preis der Solomon R. Guggenheim Foundation, New York
- 1978: Kunstpreis des Landes Schleswig-Holstein
- 1980: Besucherpreis Triennale Fellbach
- 1981: Kunstpreis der Künstler, Düsseldorf
- 1994: Ehrenprofessor des Landes Schleswig-Holstein
- 1997: Mitglied der Freien Akademie der Künste in Hamburg
- 2002: Kunstpreis der Schleswig-Holsteinischen Wirtschaft
- 2013: Besucherpreis Triennale Fellbach

## Ausstellungen

### Einzelausstellungen (Auswahl)
- 1964: Ulmer Museum
- 1964: Museum of Modern Art, New York
- 1967: Kunsthalle Düsseldorf
- 1968: Kunstnernes Hus, Oslo
- 1972: Museum für Kunst und Gewerbe, Hamburg
- 1972: Museum Boijmans Van Beuningen, Rotterdam
- 1974: Biblioteca National, Madrid
- 1979: Germanisches Nationalmuseum, Nürnberg
- 1979: Kunsthalle zu Kiel
- 1982: Kestner-Gesellschaft, Hannover
- 1982: Kunsthalle Mannheim
- 1989: Haus Koekkoek, Kleve
- 1995: Galerie Elvira Gonzáles, Madrid
- 2006: Galerie Thomas, München
- 2007: Städtische Galerie im Park Viersen
- 2010: Freie Akademie der Künste, Hamburg
- 2010: Galerie Sfeir-Semler, Hamburg
- 2010: Schloss Cappenberg, Selm
- 2011: Galerie Reckermann, Köln[6]
- 2011: Richard-Haizmann-Museum, Niebüll
- 2019: Günter Haese, Bewegter Raum : Objekte von 1962 bis 2006, Galerie Thomas, München

### Gruppenausstellungen (Auswahl)
- 1964: documenta III, Kassel
- 1966: XXXIII. Biennale von Venedig, Venedig
- 1969: X. Biennale von São Paulo, Brasilien

## Werke in Sammlungen (Auswahl)
- museum kunst palast, Düsseldorf
- Museum Ludwig, Köln
- Kunsthalle zu Kiel, Kiel
- Sammlung zeitgenössischer Kunst der Bundesrepublik Deutschland
- Sprengel Museum Hannover
- Kunsthalle Recklinghausen, Recklinghausen
- Museum Schloss Gottorf, Schleswig
- Stiftung Sammlung E. G. Bührle, Zürich
- Museum of Modern Art, New York
- Solomon R. Guggenheim Museum, New York
- Tate Gallery, London
- Bechtler Museum of Modern Art, Charlotte, North Carolina
- Museo de Arte Moderno, Mexico